# Eugenio Manuel Fernández Aguilar
Eugenio Manuel Fernández Aguilar (Sevilla, 5 de enero de 1976) es un físico, profesor, escritor y divulgador español.

## Reseña biográfica
Nació en Sevilla en 1976, se licenció en Física en la Universidad de Sevilla y cursó la mitad de las asignaturas del doctorado en Filosofía de la Ciencia por la UNED. Desde el año 2005 es profesor de ciencias de Secundaria en Rota, Cádiz.
En el campo de la divulgación, creó los blogs “Ciencia en el XXI”y “Ciencia en blanco y negro”de la red Naukas y ha participado y organizado varios eventos divulgativos en distintas localidades españolas. También es autor de varios libros de texto y de divulgación científica. En octubre de 2020, publicó su primera audioserie en la plataforma Storytel.Desde agosto de 2021, ejerce como editor asesor en la Editorial Pinolia, sello de Almuzara Libros, y desde julio de 2024, como colaborador y director de la versión digital de la revista Muy Interesante.

## Trayectoria docente y divulgativa
Como docente ha participado en numerosos encuentros de alumnado investigador y ferias de la ciencia, en concreto, en la edición del libro de resúmenes del Encuentro de Alumnado Investigadordesde sus inicios en 2006. En algunas de las investigaciones que ha llevado a cabo, lucha contra las pseudociencias desde numerosos ángulos. En esta línea, realizó un trabajo en 2008 sobre la telepatía que no estuvo libre de polémica. La investigación de su alumnado se centró en determinar que cualquier experimento realizado con la baraja Zenner dará un resultado que estará en línea con lo esperado por el azar. Esta investigación se publicó en la revista El Escéptico y en la popular revista Muy Interesante.También ha llevado a cabo investigaciones sobre aspectos no relacionados con el escepticismo, como la creación de maquetas, entre ellas, la curva braquistócrona.

### Libros de texto
Eugenio M. Fernández es desde 2005 miembro activo del equipo de autores de libros de texto de ciencias de Secundaria en la editorial Algaida-Anaya. 
En 2019 comenzó a trabajar como asesor en Edebé para los libros de Matemáticas de Secundaria.

### Artículos docentes
- Proyecto Pascal: generadores y correctores de ejercicios mediante  hojas de cálculo[11]
- Generadores y correctores de ejercicios[12]
- Proyecto GCE: generadores y correctores de ejercicios[13]
- Babilonia y las matemáticas en el aula[14]
- Es azar, no lo llames telepatía[7]

### Eventos divulgativos
- "Jornadas Blogs & Ciencia" en Cosmocaixa Alcobendas (2009)[15]y en el Planetario de Pamplona (2010).
- "Naukas Rota" (2022).[16][17]
- "Rota Ciencia" (2023 y 2024). [18][19]

## Obra publicada
Fernández Aguilar ha publicado los siguientes libros de divulgación 
- La Conspiración Lunar ¡vaya timo!, (Laetoli, 2009) ISBN-10: 9788492422142[20]

- Arquímedes (RBA, 2012). ISBN 978-84473763-5-3 Una biografía de gran éxito, con un total de 9 ediciones en distintos formatos y colecciones.

- Ampère (RBA, 2013) ISBN 978-84473767-7-3
- Boyle (RBA, 2015) ISBN 978-84473777-8-7

- Eso no estaba en mi libro de historia de la ciencia (Gualdalmazán-Almuzara, 2018).[21] ISBN 978-84-946085-7-5

- Los renglones torcidos de la ciencia (Antoni Bosch, 2020)[22] ISBN 978-84-949979-2-1
- La cruz de Tanaris (Storytel, 2020) ISBN 9789179070205
- La navaja de Einstein y otras historias extraordinarias sobre rocas y minerales (Gualdalmazán-Almuzara, 2022). ISBN 978-84-17547-69-1

## Premios
- Premio "Eustoquio Molina de Pensamiento Crítico" otorgado por la Sociedad para el Avance del Pensamiento Crítico (ARP-SAPC), 2022.[23]
- Premio "Tesla de Divulgación", otorgado por Naukas, 2022.[24]
- Reconocimiento a la divulgación científica, CODICE, 2023.[25]
- Premio "Fotón", otorgado por el Instituto de Óptica “Daza de Valdés” del Consejo Superior de Investigaciones Científicas (CSIC), 2025. [26] [27]